# Sassen (Gau)

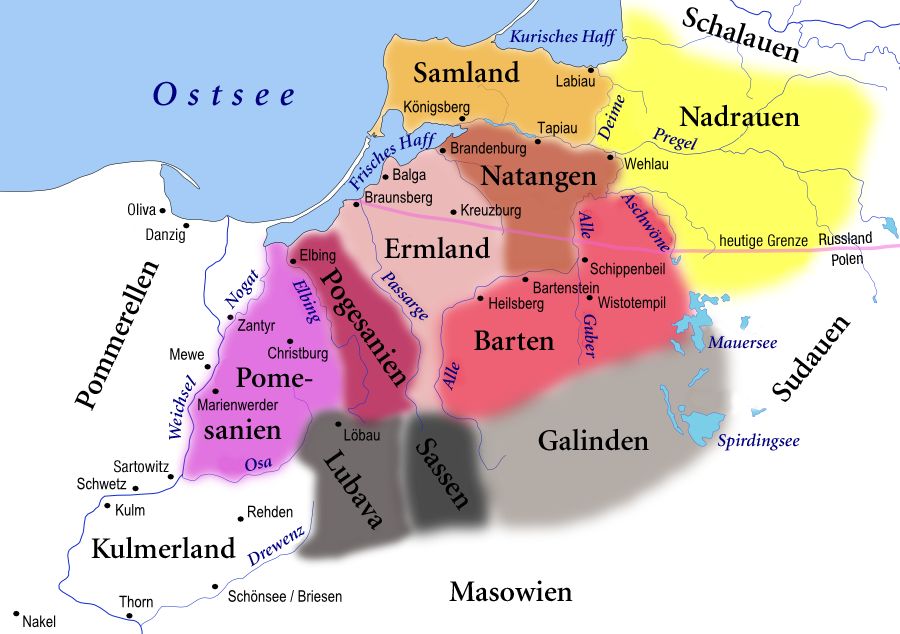
Altpreußische Landschaften und Stämme

Sassen war eine Landschaft in Ostpreußen im heutigen Polen. Sie bestand schon als Gau der Prußen vor der Eroberung durch den Deutschen Orden.

## Geografische Lage
Sassen lag östlich von Pomesanien (Grenze etwa am Fluss Drewenz), südlich von Pogesanien, westlich von Galinden (Grenze etwa am Fluss Omulef) und nördlich des polnischen Masowien.

## Sage
In der Sage von Widowuto, der das Land unter seinen Söhnen teilte, taucht dieses Stammesgebiet nicht auf.

## Geschichte
- Chronologie der Eroberung (Ausgang von Thorn): 1260 Löbau, 1268 Neidenburg, 1272 Gilgenburg, 13. Jh. Osterode, 1306 Soldau